# Unguiculariopsis ilicincola
Unguiculariopsis ilicincola är en lavart som först beskrevs av Berk. & Broome, och fick sitt nu gällande namn av Rehm 1909. Unguiculariopsis ilicincola ingår i släktet Unguiculariopsis och familjen Helotiaceae.   Inga underarter finns listade i Catalogue of Life.